# Expo Tel Aviv

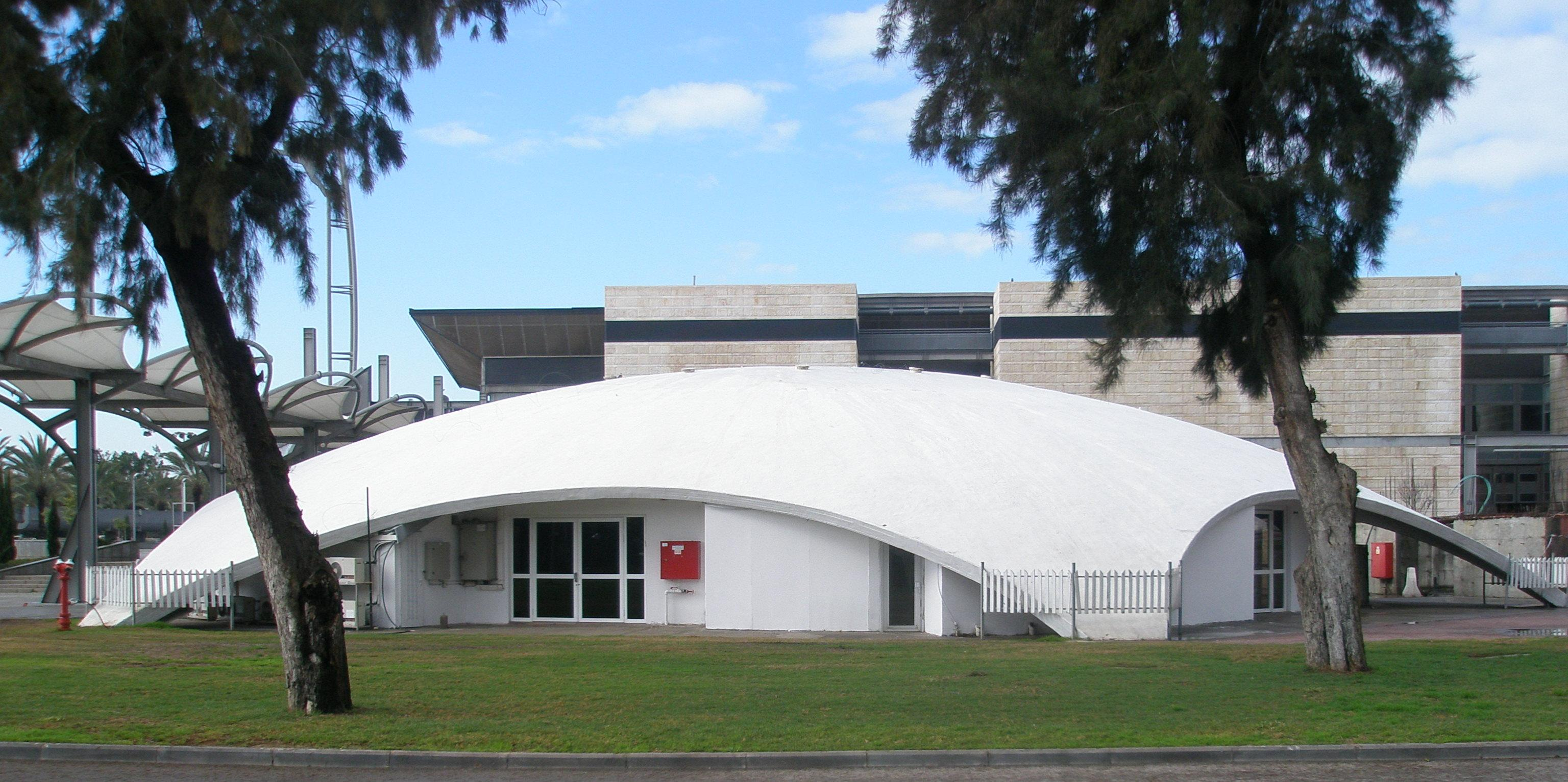
Een in 2010 afgebroken paviljoen

Expo Tel Aviv is een congrescentrum en beurshal in het noorden van Tel Aviv, Israël, grenzend aan het station van de Universiteit van Tel Aviv. 
Het werd opgericht in 1932 als The Orient Fair en droeg later de namen Israel Trade Fairs & Convention Center (Hebreeuws: מרכז הירידים והקונגרסים בישראל) en tot 2018 Tel Aviv Convention Center. Jaarlijks trekt het centrum tot twee miljoen bezoekers en vinden er tussen de 45 en 60 grote evenementen plaats. Het complex omvat tien hallen en paviljoens en een grote buitenruimte. In mei 2019 werd in de Expo het Eurovisiesongfestival gehouden. Voor het eerst sinds 44 jaar leverde dat een Nederlandse winnaar op. Duncan Laurence won in de Expo met het nummer Arcade

## Bereikbaarheid
De expo light dichtbij Station Tel Aviv University.

## Externelink
- Officiële link